# ماهیگیری انفجاری

انفجار زیر آب

ماهیگیری انفجاری، بمباران ماهی، ماهیگیری با دینامیت یا ماهیگیری با نارنجک یک روش ماهیگیری مخرب است که در آن از مواد منفجره برای بی‌حس کردن یا کشتن دسته‌های ماهی برای جمع‌آوری آسان آنها استفاده می‌شود. این عمل که اغلب غیرقانونی است، برای اکوسیستم اطراف بسیار مخرب است، زیرا انفجار اغلب زیستگاه‌های زیرین (مانند صخره‌های مرجانی) را که از ماهی‌ها پشتیبانی می‌کنند، از بین می‌برد. ماهیت مکرر مواد منفجره دست‌ساز مورد استفاده و خرج‌های منفجر نشده، به معنای خطر برای ماهیگیران و غواصان نیز هست که می‌تواند منجر به حوادث و جراحات شود.

## توضیحات

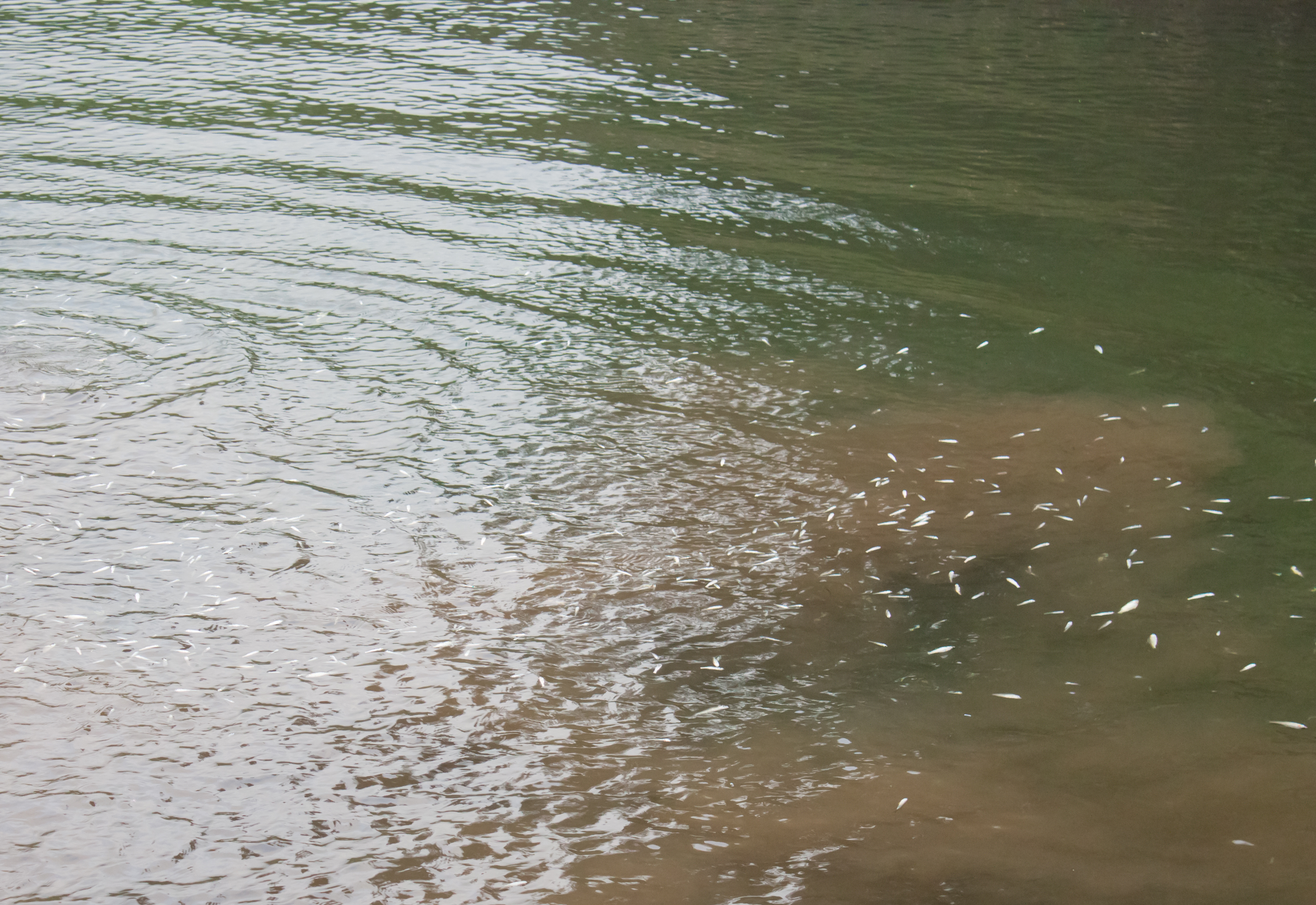
ماهی‌ها بلافاصله پس از انفجار روی آب شناور شدند

اگرچه در برخی از نقاط جهان غیرقانونی اعلام شده است، اما این عمل همچنان در جنوب شرق آسیا و همچنین در دریای اژه و آفریقای ساحلی رواج دارد. در فیلیپین، جایی که این عمل به خوبی مستند شده است، ماهیگیری با انفجار قبل از جنگ جهانی اول شناخته شده بود، زیرا این فعالیت توسط ارنست یونگر در کتابش طوفان فولاد ذکر شده است. یک گزارش در سال ۱۹۹۹ تخمین زد که حدود ۷۰٬۰۰۰ ماهیگیر (۱۲٪ از کل ماهیگیران فیلیپین) در این کار مشغول هستند.
خطوط ساحلی گسترده و دشوار برای گشت‌زنی، جذابیت صیدهای پرسود و آسان، و در برخی موارد بی‌تفاوتی یا فساد آشکار از سوی مقامات محلی، اجرای ممنوعیت‌های ماهیگیری با سرعت انفجاری را به چالشی مداوم برای مقامات تبدیل کرده است.

مواد منفجره برای ماهیگیری انفجاری آماده می‌شوند

دینامیت تجاری یا، به‌طور معمول، بمب‌های دست‌ساز که با استفاده از یک بطری شیشه‌ای با لایه‌هایی از پودر پتاسیم نیترات و سنگریزه یا مخلوطی از نیترات آمونیوم و نفت سفید ساخته می‌شوند، اغلب مورد استفاده قرار می‌گیرند. چنین وسایلی که به طعنه طعمه منبسط‌شونده نامیده می‌شوند، ممکن است بدون هشدار و قبل از موعد منفجر شوند و باعث آسیب یا مرگ فردی که از آنها استفاده می‌کند یا عابران بی‌گناه شده باشند.
امواج ضربه‌ای زیر آب که در اثر انفجار تولید می‌شوند، ماهی‌ها را بی‌حس کرده و باعث پارگی بادکنک شناوری آنها می‌شوند. این پارگی باعث از دست رفتن ناگهانی خاصیت شناوری می‌شود؛ مقدار کمی از ماهی‌ها به سطح آب می‌آیند، اما بیشتر آنها به کف دریا فرومی‌روند. این انفجارها بدون هیچ گونه تبعیضی تعداد زیادی از ماهی‌ها و سایر موجودات دریایی را در مجاورت خود می‌کشند و می‌توانند به محیط فیزیکی آسیب رسانده یا آن را نابود کنند، از جمله آسیب گسترده به صخره‌های مرجانی.

### ناکارآمدی
ماهیگیری با انفجار ذاتاً در بازیابی ماهی‌های کشته شده و بی‌حس شده ناکارآمد است. از هر ده ماهی کشته شده، تنها یک یا دو عدد به سطح آب می‌آیند، که دلیل آن آسیب وارده به کیسه‌های هوای داخلی آنهاست که در غیر این صورت شناور می‌مانند. بقیه به پایین فرومی‌روند.

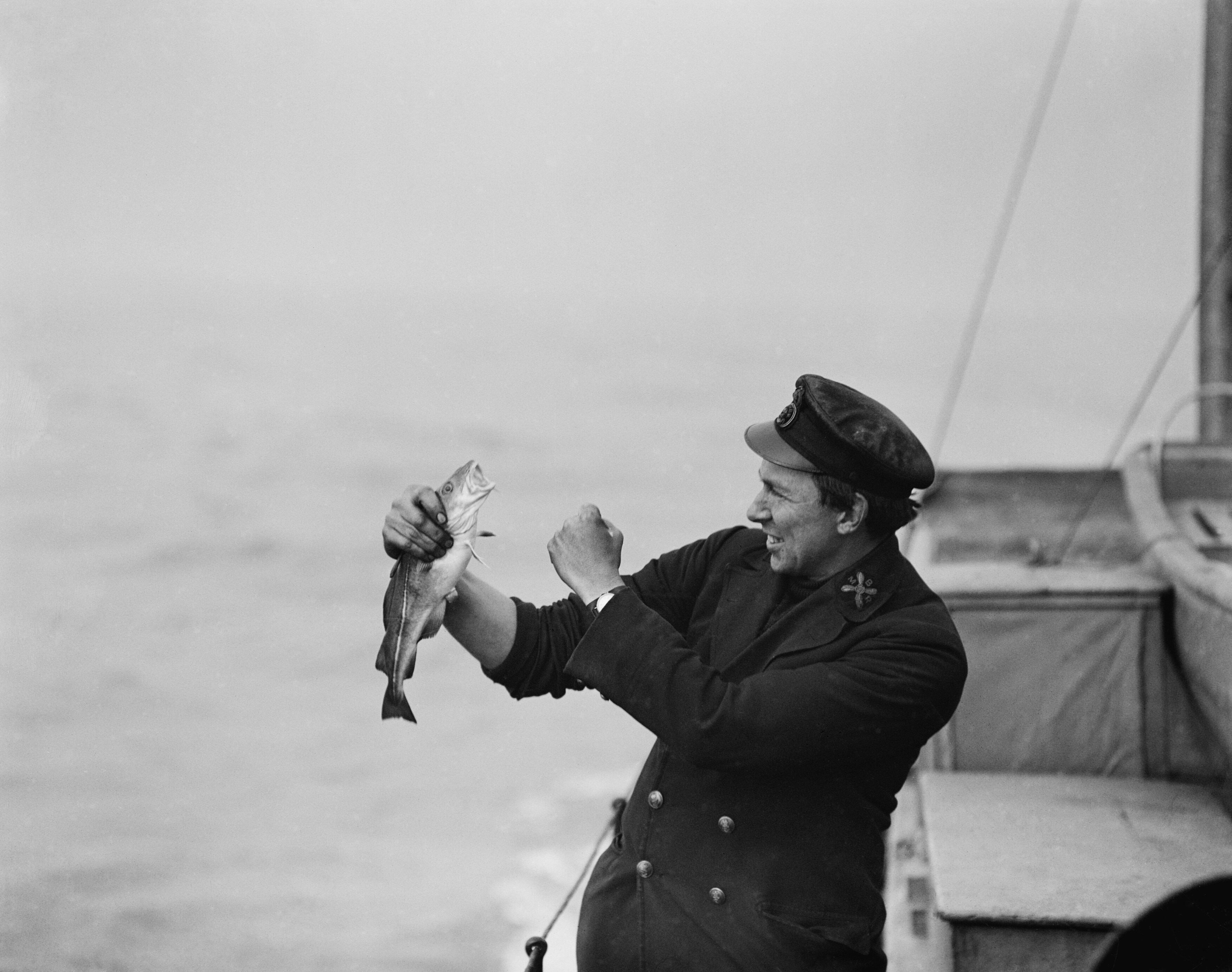
ملوان جنگ جهانی اول با یک ماهی که از انفجار بمب زیرآبی گیج شده است

انفجار گلوله‌های توپ در آب در طول نبردهای دریایی نیز معمولاً باعث مرگ ماهی‌ها می‌شود، با همان تأثیر ماهیگیری با انفجار تنها بدون هیچ تلاش سیستماتیکی برای جمع‌آوری صید.

### تأثیر بر صخره‌های مرجانی
محققان معتقدند که شیوه‌های مخرب ماهیگیری مانند ماهیگیری انفجاری یکی از بزرگ‌ترین تهدیدات برای اکوسیستم‌های صخره‌های مرجانی است. صخره‌های مرجانیِ منفجر شده چیزی بیش از ویرانه‌های زمین نیستند. تأثیر بلندمدت مرتبط با مخازن انفجاری این است که هیچ گونه بازیابی طبیعی برای صخره‌ها وجود ندارد. صخره‌های مرجانی در صورت بروز اختلالات مداوم مانند ماهیگیری انفجاری، نسبت به اختلالات کوچکی که محیط فیزیکی را تغییر نمی‌دهند، احتمال کمتری برای بازیابی دارند. ماهیگیری انفجاری اسکلت‌های مرجانی کربنات کلسیم را از بین می‌برد و یکی از اختلالات مداوم صخره‌های مرجانی است. در منطقه هند و آرام، ماهیگیری با انفجار، عامل اصلی تخریب صخره‌های مرجانی است. در نتیجه، زمین‌های قلوه‌سنگی ضعیف‌شده تشکیل می‌شوند و زیستگاه ماهی‌ها کاهش می‌یابد.
صخره‌های مرجانی آسیب‌دیده ناشی از ماهیگیری انفجاری منجر به کاهش فوری ثروت و کمیت گونه‌های ماهی می‌شود. مواد منفجره مورد استفاده در ماهیگیری انفجاری نه تنها ماهی‌ها را می‌کشد، بلکه اسکلت مرجان‌ها را نیز از بین می‌برد و آوارهای مرجانی نامتعادلی ایجاد می‌کند. حذف ماهی‌ها همچنین مقاومت صخره‌های مرجانی را در برابر تغییرات اقلیمی از بین می‌برد و مانع از بهبود بیشتر آنها می‌شود. انفجارهای تکی باعث می‌شوند صخره‌های مرجانی طی ۵ تا ۱۰ سال بازیابی شوند، در حالی که انفجارهای گسترده، همان‌طور که اغلب انجام می‌شود، این اکوسیستم‌های متنوع زیستی را به آوارهای ناپایدار مداوم تبدیل می‌کند.

## کنترل

### اجرای قانون مبتنی بر جامعه
در تانزانیا، یکی از معدود روش‌های کمک به مدیریت ماهیگیری انفجاری، رویکرد مشترک بین مأموران شیلات و کمیته‌های روستایی است. آنها با همکاری یکدیگر، با گشت‌زنی در دریا و همچنین ارائه اطلاعات جمع‌آوری‌شده در روستاهای محلی، به سازمان‌های اجرایی در شناسایی متخلفان کمک می‌کنند. در نتیجه، این امر به سازمان‌های اجرایی کمک کرده است تا وقوع انفجار ماهی را از میانگین ۸ مورد در روز به صفر کاهش دهند. همچنین بودجه پایدار برای ادامه گشت‌های کارآمد، یک مؤسسه برنامه‌ریزی معتبر و آموزش و اطلاعات مناسب برای دادستان‌ها و قضات فراهم کرده است.
گشت‌های مشابهی که در اندونزی و فیلیپین به کار گرفته شده‌اند، میزان وقوع ماهیگیری انفجاری را در آنجا کاهش داده‌اند. بر اساس گفتگو با گروه‌های ذینفع در جنوب شرق آسیا و مردم تانزانیا و فیلیپین، آشکار است که اجرای سختگیرانه‌تر، استراتژی مؤثری در مدیریت ماهیگیری انفجاری است. بسیاری از کشورها قوانینی در مورد ماهیگیری انفجاری دارند، اما این قوانین به‌طور کامل اجرا نمی‌شوند. مدیریت مؤثر مناطق حفاظت‌شده دریایی در گشت‌زنی مناطق ماهیگیری غیرقانونی کلیدی است.
علاوه برگشت‌زنی‌ها، محدود کردن یا حتی ممنوعیت فروش نیترات آمونیوم، تولید مواد منفجره مورد نیاز برای ماهیگیری انفجاری را نیز بسیار دشوارتر می‌کند. رویکرد دیگر این است که فروش نیترات آمونیوم را محدود یا ممنوع نکنیم، بلکه افرادی را که مقادیر زیادی از آن را خریداری می‌کنند، ثبت کنیم.
اجرای قوانین ماهیگیری با استفاده از بادهای انفجاری که توسط دولت مرکزی اعمال می‌شود، گاهی اوقات به دلیل مقاومت مردم محلی و بی‌اعتمادی به دولت‌های مرکزی، موفقیت محدودی دارد. سیستم‌های پایین به بالا که بر اساس منافع عمومی و آموزشِ به وضوح تعریف‌شده بنا شده‌اند، سودمندترند. مناطق حفاظت‌شده دریایی مؤثر به دلیل مزایای واضح و مشخص خدمات حفاظتی/اکوسیستمی، از حمایت رهبران محلی و جمعیت‌ها برخوردارند. همچنین نشان داده شده است که مناطق حفاظت‌شده دریایی مؤثر، ذینفعان محلی دارند که درک دقیقی از سلامت زیست‌محیطی منطقه دارند. وقتی ساکنان ساحلی معتقدند که اکوسیستم سالم‌تر از شاخص‌هایی مانند تنوع گونه‌ای، جمعیت و توزیع زیستگاه است، ممکن است کمتر از منطقه حفاظت‌شده دریایی حمایت کنند. به همین دلیل، کنترل مؤثر ماهیگیری انفجاری توسط جامعه، به کمپین‌های آموزشی متکی است که آگاهی‌بخشی در مورد رابطه بین ذخایر ماهی و میزان ماهیگیری را افزایش می‌دهد.

### برنامه‌های نظارت بر انفجار و روش‌های ریشه‌کنی
این روش شامل فناوری لرزه‌نگاری است که توسط دولت ایالات متحده برای تشخیص انفجارهای زیر آب توسعه داده شده است. در سال ۱۹۹۵ برای استفاده به عنوان تجهیزات نظارت بر انفجار پس‌زمینه در هنگ کنگ، مجدداً تنظیم شد و ابتدا در آب‌های شمال شرقی نصب شد. مکان‌های ثابتی برای نظارت در سال ۲۰۰۶ ایجاد شد، به ویژه مکانی نزدیک به مرکز حیات دریایی هوی‌ها در باشگاه سوارکاری هنگ کنگ. داده‌های این واحدها برای بحث و گفتگو با پلیس دریایی و اداره کشاورزی، شیلات و حفاظت مورد استفاده قرار گرفت. تأکید این بحث‌ها بر حفاظت از پارک‌های دریایی بود، آخرین بمب‌گذاری در پارک دریایی در اکتبر ۱۹۹۹ در پارک دریایی هوی‌ها وان رخ داد. با کمک برنامه‌های اجتماعی سازمان‌های مردم‌نهاد، آموزش و آگاهی‌بخشی و گشت‌های دقیق پلیس دریایی، ماهیگیری انفجاری در سال ۲۰۱۱ به‌طور کامل از آب‌های هنگ کنگ ریشه‌کن شد.
در سال ۲۰۰۶، دستگاه نظارت بر انفجار پس‌زمینه با همین تجهیزات در جزیره مابول در صباح، مالزی نصب شد. در سال ۲۰۱۴، گروه برنامه‌ای فشرده برای ایجاد شبکه‌ای از سیستم‌های نظارت بر انفجار در سراسر جنوب شرقی آسیا آغاز کرد. برای هدایت برنامه‌های ریشه‌کنی مبتنی بر جامعه مهم است، داده‌های جمع‌آوری‌شده نشان می‌دهد که با استفاده از برنامه‌های مبتنی بر جامعه در کنار، می‌توان سطح ماهیگیری انفجاری را تا ۹۰٪ کاهش داد. این موضوع قبلاً در مناطق مختلف مشاهده شده است، مهم‌تر از آن، کاهش قابل توجهی در سایر روش‌های مخرب ماهیگیری وجود دارد که با بازیابی ذخایر ماهی نشان داده شده است.
در سال‌های ۲۰۱۵ و ۲۰۱۷، بمباران ماهی‌ها را متوقف کنید! اثبات مفهومی را انجام داد که نشان می‌داد سیستم تیراندازی شهری می‌تواند برای استفاده در زیر آب در کوتا کینابالو و سمپورنا، پارک‌های دریایی حفاظت‌شده بورنئو مالزی، سازگار شود. در سال ۲۰۱۸، سازمان «بمباران ماهی را متوقف کنید» در آمریکا تحقیقاتی را منتشر کرد که مکان انفجار ماهی را در صباح، مالزی با استفاده از یک آرایه هیدروآکوستیک شبکه‌ای مبتنی بر سیستم مکان‌یابی گلوله، به صورت بلادرنگ نشان می‌داد. در سال ۲۰۲۰، تیم مالزیایی «بمب‌گذاری ماهی را متوقف کنید» با مقامات پارک‌های صباح دیدار کرد تا رویکرد پروژه را توضیح دهد و برنامه را ارائه دهد که منجر به اولین دستگیری بمب‌گذاران ماهی توسط پلیس دریایی در پاسخ به هشدار «بمب‌گذاری ماهی را متوقف کنید» شد.

## کشورها

### اندونزی
ماهیگیری با انفجار در اندونزی بیش از پنجاه سال است که وجود دارد و همچنان به صخره‌های مرجانی آن آسیب می‌رساند، زیرا ماهیگیران همچنان از مواد منفجره یا سیانید برای کشتن یا بی‌حس کردن طعمه خود استفاده می‌کنند. غواصان و طرفداران محیط زیست می‌گویند اندونزی به اندازه کافی برای حفاظت از آب‌های اطراف جزایر کومودو تلاش نمی‌کند. آنها می‌گویند پس از خروج یک گروه حفاظت از محیط زیست مستقر در ایالات متحده که به مبارزه با شیوه‌های مخرب ماهیگیری کمک می‌کرد، اجرای قانون کاهش یافت. باغ‌های مرجانی که از جمله دیدنی‌ترین مکان‌های غواصی آسیا بودند، با وجود قرار گرفتن در پارک ملی کومودو، یک منطقه حفاظت‌شده ۵۰۰۰۰۰ هکتاری و میراث جهانی سازمان ملل، آخرین قربانی انفجار شدند. استفاده از بمب‌های ساخته شده با نفت سفید و کود در این منطقه بسیار رایج است. اگرچه پیش از این، کومودو توسط یک شرکت تعاونی با (سازمان حفاظت از طبیعت) نسبتاً محافظت می‌شد، اما از زمانی که دولت اندونزی مسئولیت حفاظت از پارک را بر عهده گرفته است، بمباران‌ها افزایش یافته است. در بازدید اخیر از کریستال بامی، مشخص شد که ۶۰ درصد آن تخریب شده است و صفحات مرجانی تازه واژگون شده، بمباران اخیر را اثبات می‌کنند. در بازار شهر ماکاسار، تخمین زده می‌شود که ۱۰ تا ۴۰ درصد ماهی‌ها به این روش صید می‌شوند. ماهیگیران محلی این تکنیک را آسان‌تر و پربازده‌تر از روش‌های سنتی می‌دانند. هدف این کشور، اجرای سیاست‌های سختگیرانه‌تر و برنامه‌های مدیریت شیلات برای محدود کردن کشتار ماهی‌ها و همچنین تخریب اکوسیستم دریایی بوده است. چهل سال پیش، ماهیگیری انفجاری با دینامیت انجام می‌شد که پس از جنگ جهانی دوم به وفور یافت می‌شد. امروزه، ماهیگیران عمدتاً از بمب‌های دست‌ساز استفاده می‌کنند که از بطری‌های پر شده با مخلوط مواد منفجره ساخته می‌شوند؛ همچنین وزنه‌هایی به بطری اضافه می‌شود تا سریع‌تر در زیر آب فرورود. پس از انفجار بمب، ماهی‌هایی که در اثر موج انفجار کشته یا بی‌هوش شده‌اند، جمع‌آوری می‌شوند.

### لبنان
ماهیگیری با انفجار یا ماهیگیری با دینامیت در لبنان رواج بیشتری پیدا کرده است، جایی که ماهیگیران دینامیت خانگی خود را می‌سازند. طبق گزارش بنیاد صفدی، ساختاری که پروژه‌های پایدار را در لبنان توسعه می‌دهد، ۵ درصد از ماهیگیران از دینامیت برای ماهیگیری استفاده می‌کنند. سامر فتفات، مشاور بنیاد صفدی، خاطرنشان می‌کند: «در طرابلس، این تکنیک برای چندین سال رو به کاهش بود تا اینکه در سال ۲۰۱۹ دوباره افزایش یافت. در سواحل عکار، این تکنیک ثابت مانده است.»

### فیلیپین
یک مطالعه در سال ۱۹۸۷ نتیجه گرفت که ماهیگیری با انفجار ماهی در آن زمان در فیلیپین بسیار گسترده بوده است و تخمین زده می‌شود که ۲۵٪ از کل صید ماهی شهری (معادل ۲۵۰۰۰۰ تن متریک در سال) از طریق ماهیگیری با انفجار ماهی بوده است. با این حال، بیشتر ماهیگیری با انفجار در جنوب، نزدیک پالاوان و دریای چین جنوبی انجام می‌شود. مطالعه‌ای که در سال ۲۰۰۲ انجام شد، گزارش داد که روش‌های مخرب ماهیگیری باعث تخریب حدود ۷۰ درصد از صخره‌های مرجانی فیلیپین شده و تولید سالانه شیلات را در دهه ۱۹۹۰ حدود ۱۷۷۵۰۰ تن کاهش داده است.
در سال ۲۰۱۰، شهردار نینو ری بونیل از شهر بین یونیدو در استان بوهول، فیلیپین، یک غار زیر آب در امتداد صخره داناجون ساخت که به دلیل استفاده بیش از حد از دینامیت و سیانید رو به زوال رفت. با کمک شوالیه‌های دریا و غواصان بوهولانو، دو ۱۴-فوت (۴٫۳-متر) مجسمه‌های مادر مریم و سانتو نینو (به اسپانیایی به معنای کودک مقدس) به ترتیب در ۸ سپتامبر و ۱۸ اکتبر ۲۰۱۰، ۶۰ فوت (۱۸ متر) قرار داده شدند. پایین‌تر از سطح دریا به منظور منصرف کردن ماهیگیران از استفاده از روش‌های غیرقانونی و مخرب در ماهیگیری و امیدواریم به همه یادآوری کنیم که دریا و ساکنان آن هدایایی از جانب خداوند هستند که شایسته گرامی داشتن و مراقبت هستند.
در سال ۲۰۱۲، مدیر دفتر شیلات و منابع آبی فیلیپین «جنگ تمام عیار» علیه ماهیگیری با دینامیت و سایر شیوه‌های ماهیگیری غیرقانونی اعلام کرد.

### تانزانیا
در شمال تانزانیا، ماهیگیری با انفجار که غیرقانونی است، در سال‌های اخیر به عنوان یک خطر کلیدی برای صخره‌های مرجانی آن دوباره ظهور کرده است. این اتفاق حتی با وجود اینکه نهادهای بزرگی مانند جوامع محلی و دولت منطقه‌ای برای مدیریت بهتر شیلات ایجاد شده‌اند، رخ داده است. آسیب‌های ناشی از ماهیگیری انفجاری در این منطقه، به ناپایداری صخره‌های مرجانی، دلسردی سرمایه‌گذاران گردشگری و تهدید زیستگاه ماهی‌های کولاکانت در منطقه منجر شده است. از دیگر پیامدهای ماهیگیری با انفجار در این منطقه می‌توان به گزارش‌هایی مبنی بر مرگ یا قطع عضو شهروندان بر اثر انفجار اشاره کرد. بخش شمالی این کشور سواحل زیبا و جزایر خالی از سکنه زیادی دارد. با این حال، بسیاری از سرمایه‌گذاران احساس می‌کنند که گردشگران به دلیل انفجار ماهی دلسرد شده‌اند.
در تانزانیا، صخره‌های مرجانی هم به دلایل اکولوژیکی و هم به دلایل اجتماعی-اقتصادی ضروری هستند. آنها پر از ماهی، خرچنگ، میگو، خرچنگ دریایی، اختاپوس، نرم‌تنان و خیار دریایی هستند. علاوه بر این، صخره‌های مرجانی یکی از جاذبه‌های گردشگری مهم در تانزانیا هستند. گردشگری ساحلی علاوه بر تأمین معاش مردم، ارز خارجی برای کشور نیز فراهم می‌کند. با این حال، افزایش جمعیت ساکن در امتداد ساحل منجر به تقاضای زیاد برای شیلات شده است. این امر منجر به بهره‌برداری بیش از حد و شیوه‌های ماهیگیری مخرب شده است. ماهیگیری با انفجار از دهه ۱۹۶۰ در تانزانیا رواج داشته است. در دهه‌های ۱۹۸۰ و ۱۹۹۰ میلادی، ماهیگیری با انفجار در تانزانیا در اوج خود بود. برای مثال، در خلیج منازی، امتوارا، در سال ۱۹۹۶، ۴۴۱ انفجار در عرض دو ماه ثبت شد و در صخره‌های مرجانی امپووی، ۱۰۰ انفجار در یک دوره شش ساعته مشاهده شد.

### ایالات متحده
داستان کوتاهی از فرانک نوریس در سال ۱۹۰۳ با عنوان «مرگ لاک‌پشت سیاه چشم خروسی» تلاش‌ها برای پایان دادن به ماهیگیری با روش انفجاری در رودخانه آمریکایی کالیفرنیا را شرح می‌دهد.

## برای مطالعهٔ بیشتر
- بل جی دی، راتنر بی دی، استوبوتزکی آی. الیور جی. پرداختن به بحران صخره‌های مرجانی در کشورهای در حال توسعه (۲۰۰۶) مدیریت اقیانوس و ساحل، ۴9 (12)، صفحات. ۹۷۶–۹۸۵.
- کورنیش، اندرو اس، و مک‌کلار، دیوید، تاریخچه ماهیگیری با مواد منفجره و سموم در آب‌های هنگ کنگ. ناگا، بایگانی‌شده  در ۲۰۱۳-۰۶-۱۲ توسط Wayback Machine، فصلنامه. ژوئیه-سپتامبر ۱۹۹۸ ص. ۴–۹.
- مارتین، جی. (۲۰۰۲، ۳۰ مه). عمق ویرانی. ماهیگیری با دینامیت صخره‌های مرجانی ارزشمند فیلیپین را ویران می‌کند. (بایگانی شده از نسخه اصلی در تاریخ ۲۰۱۱-۰۵-۲۴)